# 7 Brygada Piechoty (PSZ)
7 Brygada Piechoty (7 BP) – brygada piechoty Polskich Sił Zbrojnych. 
Brygada została przeformowana z 7 Brygady Strzelców w marcu 1943 roku w Iraku w składzie 7 Dywizji Piechoty (Zapasowej). W dniu 25 października 1944 roku zmieniono jej nazwę na 17 Brygada Piechoty

## Formowanie i zmiany organizacyjne
Na podstawie wytycznych Naczelnego Wodza, dowódca Armii Polskiej na Wschodzie przeprowadził w marcu 1943 roku reorganizację podległych jednostek wchodzących w skład armii. W jej wyniku w składzie przeformowanej w zapasową 7 Dywizji Piechoty stacjonującej w obozie Quanaquin w Iraku dokonano znacznej redukcji stanu osobowego. Dowództwo 7 Brygady Strzelców po zmianie etatów stało się dowództwem 7 Brygady Piechoty.  Wszystkich żołnierzy poza etatem przekazano do jednostek 2 Korpusu Polskiego jako uzupełnienie stanów osobowych. Odtąd 7 Brygada Piechoty/Zapasowa prowadziła szkolenie nowo powołanych żołnierzy (podstawowe), jako młodszy rocznik oraz gromadziła żołnierzy rekonwalescentów po powrocie ze szpitali, powracających z oddelegowania i więzienia, jako starszy rocznik. Byli to głównie żołnierze przeznaczeni do uzupełnień jednostek piechoty 2 Korpusu Polskiego. 23 batalion piechoty dla 3 DSK, 24 batalion piechoty dla 5 KDP, natomiast 7 kompania ckm - żołnierzy o specjalnościach obsług ckm i moździerzy w batalionach strzelców i ckm. Brygada wraz z całą 7 Dywizją Piechoty stanowiła tzw. I uzupełnienie jednostek 2 Korpusu. W związku z przegrupowaniem całej Armii Polskiej do Palestyny, brygada wraz z całą 7 Dywizją została przewieziona do obozu wojskowego w miejscowości Ybna, gdzie 15 stycznia 1944 r. 7 Brygadę przemianowano na Ośrodek Uzupełnień Piechoty. Podczas funkcjonowania jako OUP w jego skład włączono 19 batalion zapasowy (oficerski). Następnie wraz z przesunięciem całej Bazy 2 Korpusu do obozu wojskowego Quassasin w Egipcie z dniem 19 lutego 1944 r., Ośrodek Uzupełnień Piechoty powrócił do pierwotnej nazwy 7 Zapasowa Brygada Piechoty. Jednocześnie wyłączono ze składu brygady 19 batalion zapasowy i podporządkowano go bezpośrednio Centrum Wyszkolenia Armii zmieniając nazwę na Rezerwę Oficerską. W lutym i marcu 1944 roku brygada w składzie 7 Zapasowej Dywizji Piechoty przygotowywała się do przerzutu na teren Włoch, w ślad za 2 Korpusem Polskim. Do portu Taranto brygada przybyła w okresie od 26 marca do 20 kwietnia i została dyslokowana do rejonu Mottoli, zajmując miejscowości San Basilio i San Domenico jako stały garnizon w ramach macierzystej dywizji i Bazy 2 Korpusu Polskiego. W kwietniu i maju 1944 roku brygada rozpoczęła wcielanie uzupełnień do swoich dwóch batalionów z jednostek terytorialnych na Bliskim Wschodzie i pierwszych spośród Polaków byłych jeńców i dezerterów z armii niemieckiej, którzy przeszli pozytywną weryfikację w utworzonym obozie przejściowym  „Jolanda” na południe od garnizonu brygady w San Basilio. Rozpoczęto ich szkolenie i przystosowanie do służby w Wojsku Polskim.  W dniach 4-29 maja 1944 roku jedynym udziałem żołnierzy z 7 Brygady Piechoty w działaniach bojowych są działania wydzielonego pododdziału w sile 12 oficerów i 62 szeregowych podzielonych na drużyny. Pododdział ten przydzielono do patrolowania linii telefonicznych znajdujących się tuż za linią frontu 2 Korpusu Polskiego, w trakcie walk o Monte Cassino. Powodem skierowania tej wydzielonej kompanii do działań patrolowo-ochronnych, była dywersja tj. zakładanie pułapek minowych na świeżo ułożonych liniach telefonicznych i ich celowe uszkadzanie. Po bitwie o Monte Cassino, gdzie jednostki piechoty i kawalerii pancernej poniosły bardzo duże straty osobowe, w czerwcu wydzielono niemal wszystkich dostępnych żołnierzy z batalionów 23 i 24, do batalionów strzeleckich 3 i 5 Dywizji. Jednocześnie w związku z dużym napływem ochotników z obozu „Jolanta” niezbędne było przyspieszenie szkolenia podstawowego i specjalistycznego dla walczących formacji piechoty 2 Korpusu. W tym celu w ramach 7 Brygady sformowano w okresie od 21 czerwca do 6 lipca nowy 21 batalion piechoty. Sukcesywnie wcielane uzupełnienia po przeszkoleniu kierowano do jednostek piechoty 2 Korpusu Polskiego. Sprawne działania werbunkowe prowadzone wśród Polaków jeńców i dezerterów z armii niemieckiej dały nadzieję na dalszą rozbudowę walczącego wojska, w tym celu w ramach rozbudowy Polskich Sił Zbrojnych z dniem 23 sierpnia 1944 roku usunięto z nazwy 7 brygady "zapasowa". Jednocześnie rozkazem dowódcy korpusu z dniem 6 sierpnia 1944 roku zmieniono nazwę 24 batalion piechoty na 22 batalion piechoty. W związku z dalszą fazą rozbudowy PSZ i porządkowaniem nazewnictwa jednostek z dniem 25 października 1944 roku brygada otrzymała nową nazwę 17 Brygada Piechoty.

## Obsada personalna
Dowódcy Brygady
- ppłk Józef Kramczyński (16 III 1943 - 9 V 1944[6][7])
- p.o. ppłk Sylwester Krasowski (9 XI 1943 - 11 I 1944[7])
- ppłk Sylwester Krasowski (9 V - 20 VI 1944[6])
- ppłk Józef Kramczyński (21 VI - 8 X 1944[7])

Skład organizacyjny:
- 23 batalion piechoty
- 24 batalion piechoty (od 6 VIII 1944 r. zmieniono nazwę na 22 batalion piechoty)
- 7 samodzielna kompania ckm
- 21 batalion piechoty (zorganizowany w okresie od 21 VI do 6 VII 1944 r.)